# Cyperus penzoanus
Cyperus penzoanus är en halvgräsart som beskrevs av Rodolfo Emilio Giuseppe Pichi Sermolli. Cyperus penzoanus ingår i släktet papyrusar, och familjen halvgräs. Inga underarter finns listade i Catalogue of Life.